# Willa Juliusa Hasse
Willa Juliusa Hasse − dawna willa mieszkalna przy ul. Warszawskiej 42 w Katowicach, w dzielnicy Śródmieście.
Budynek to dawna murowana, tynkowana willa ogrodowa budowniczego i mistrza ciesielskiego Juliusa Hasse (występuje także nazwisko Haase), pochodząca z 1870 (lub z lat 1872−1873). Obiekt wzniesiono w stylu klasycystycznym-eklektycznym, na planie litery "L", przy ówczesnej Friedrichstraße. Wejście znajdowało od strony podwórza. Płaskie podziały fasady tworzą w części środkowej dwuosiowy ryzalit z portykami (górny portyk zwieńczono belkowaniem i trójkątnym przyczółkiem, został oddzielony od dolnego portyku attyką). Pod koniec XIX wieku wzniesiono dobudówkę. Na terenie posesji istniała pergola (kształt litery "L"), prowadzącą do willi, dzieląca działkę pomiędzy ozdobny frontowy ogród a zaplecze/podwórze gospodarcze.
Willę wpisano do rejestru zabytków 21 maja 1985 (nr rej.: A/1335/85). Granice ochrony obejmują całą działkę (budynek wraz z otoczeniem). Obecnie budynek jest siedzibą Wojewódzkiego Ośrodka Medycyny Pracy.